# Женска конфронтация
„Женска конфронтация“ (на френски: Du rififi chez les femmes) е криминален екшън от 1959 година на режисьора Алекс Жофе с участието на Надя Тилер, Робер Осеин и Силвия Монфор, копродукция на Франция и Италия. Филмът е адаптация на едноименния роман на Огюст Льо Бретон.

## Сюжет
В Брюксел две съперничещи си престъпни групировки започват открита война. Едната банда е ръководена от Вики (Надя Тилер), собственичка на нощен клуб, разположен върху шлеп, а другата- от „Бръмбара“ (Роже Енен), който иска да установи монопол над доходоносния бизнес от нощния живот, но силно се влияе от приятелката си Йоко (Силвия Монфор). Вики и бандата и планират банков обир, но за да засрамят „Бръмбара“ му разкриват плановете си. Всъщност цялата операция е ръководена от един полицейски инспектор, който принуждава Вики да съдейства за разбиването на канал за разпространение на наркотици в замяна на безпроблемното и пребиваване в Белгия. Йоко и „Бръмбара“ се опитват да се намесят в банковия обир, вярвайки че така ще успеят да прикрият трафика на наркотици.

## В ролите
- Надя Тилер като Вики
- Робер Осеин като Марсел Поинт-Бльо
- Силвия Монфор като Йоко
- Роже Енен като „Бръмбара“
- Пиер Бланшар като „Пирата“
- Франсоаз Росай като Берта
- Жан Гавен като Джеймс
- Еди Константин като Уилямс
- Жорж Риго като „Маркиза“
- Даниел Емилфорк като Луиджи
- Уейни Ван Воорхес като Чикаго, сицилианеца
- Андре Селие като транспортьора
- Денис Клер като Пруне